# تشارلز مارتن (ملاكم)
تشارلز مارتن (بالإنجليزية: Charles Martin)‏ مواليد 24 أبريل 1986 في سانت لويس، الولايات المتحدة، هو ملاكم محترف أمريكي يصنف ضمن فئة الوزن الثقيل. حقق بطولة الاتحاد الدولي للملاكمة.

## إحصائيات
خاض خلال مسيرته 32 نزالًا، فاز في 28 وتعادل في اثنين وخسر في نزال واحد منها. فاز بالضربة القاضية في 25 نزالًا.

## روابط خارجية
- تشارلز مارتن على موقع بوكس ريك (الإنجليزية) (registration required)